# Lidské civilizace v seriálu Hvězdná brána: Atlantida
Toto je seznam lidských civilizací ze seriálu Hvězdná brána: Atlantida.

## Lidé ze Země (Atlanťané)
Lidé ze Země, obyvatelům galaxie Pegasus známí jako Atlanťané, přišli do Pegasa v epizodě Vynoření (v originále: Rising). Žijí v antickém městě Atlantida a díky technologiím a zdrojům, které expedice Atlantida má jsou hlavním hráčem v galaxii. Díky skutečnosti, že obývají legendární Město předků, věří některé kultury v Pegasu, že přítomnost Atlanťanů zvěstuje návrat Antiků. Expedice Atlantida se skládá z vojenské a civilní části a její příslušníci pocházejí z různých národů. V 1.–3. řadě vede expedici Elizabeth Weirová, ve 4. řadě plukovník Samantha Carterová a v 5. řadě Richard Woolsey.

## Často vystupující civilizace

### Athosiané
Athosiané jsou národem obchodníků a zemědělců původně z planety Athos. Z této kultury pochází Teyla Emmagan.

### Geniiové
Geniiové jsou původně členové velké konfederace planet, dnes druh, který je buď v občanské válce, nebo napadá někoho jiného.

### Sateďané
Sateďané jsou středně vyspělá civilizace z planety Sateda, která byla zničena Wraithy. Několika Sateďanům se však před Wraithy podařilo uniknout a nyní žijí roztroušeni po celé galaxii Pegasus. Jedním z přeživších Sateďanů je Ronon Dex. Zmínka o této rase se poprvé objevila v epizodě Lovná zvěř

### Wraithové
Wraithové jsou nepřátelé Antiků, kteří donutili Antiky opustit galaxii Pegasus. Wraithové vznikli mutací lidské DNA a DNA eratuského brouka. Díky této mutaci získali Wraithové telepatické schopnosti a vysokou schopnost regenerace. Jejich fyziologie jim umožňuje žít tisíce let díky vysáváním životní sily svých obětí.

### Asurané
Asurané jsou rasa z galaxie Pegasus, která je podobná replikátorům ze seriálu Hvězdná brána. Jsou výsledkem experimentu Antiků jehož cílem bylo vytvořit zbraň proti Wraithům. Experiment se však vymkl z kontroly a Asurané se vyvinuli do humanoidní podoby. Poprvé se objevili ve třetí sérii 5. díl a zníčí je ve čtvrté sérii 11. díle Potomci.[zdroj?]

### Cestovatelé
Cestovatelé – vyspělá kočovná kultura, prchající před Wraithy a žijící na generačních lodích. Jedna z pěti v galaxii Pegasus, která disponuje technologií hyperpohonu. Žije ve svých lodích trvale ve vesmíru a její příslušníci přistávají na planetách jen kvůli obchodu a doplnění zásob. Poprvé se objevili v epizodě Cestovatelé.

## Méně významné civilizace
- Balarané – středověká lidská kultura, s nimiž Athosiané často obchodovali. Balaran je tržní planeta, patrně se zde nachází lidé z mnoha kultur, včetně několika Sateďanů. Rasa se objevila v epizodě Uprchlíci.
- Belkané – obyvatelé planety Belkan. Belkané jsou velmi dobří obchodníci a obchodování je jeden z jejich hlavních způsobů obživy. Rasa se objevila v epizodě Všemohoucí.
- Bola Kai – divoká primitivní lidská kultura žijící ve smečkách, a lovící jiné lidi. Znají technologii hvězdné brány a používají ji. Athosiané s nimi mají velmi špatné zkušenosti. Rasa se objevila v epizodě Nezvěstné.
- Daganiané – jsou lidskou kulturou v období renesance obývající planetu Dagan. Jejich předci, Suderiané dostali od Antiků úkol chránit ZPM, které pojmenovali Potentia a chránili ho dokud je nezničili Wraithové. Poté bylo ZPM 10 tisíc let na planetě schované. Tato rasa se objevila v epizodě Bratrstvo.
- Doranďané – Rasa lidí, kteří žili před deseti tisíci lety v galaxii Pegasus. Přátelé Antiků. Dorandská civilizace byla zničena, když byl testován antický projekt Arcturus na mezihvězdné wraithské flotile připravující se na obsazení planety. Pomocí Arcturusu se sice podařilo zlikvidovat wraithskou armádu, avšak v boji došlo k fatálnímu přetížení systému a všechny způsoby deaktivace zbraně selhaly. Nakonec se Antikům zbraň podařilo deaktivovat, ale všichni lidé nacházející se v blízkém okolí základny zemřeli. Poté Wraithové vyslali další flotilu a vyhladili z povrchu planety veškerou populaci. Rasa se objevila v epizodě Všemohoucí.
- Hoffané – Lidská civilizace v galaxii Pegasus, jejíž planeta byla po mnoho staletí v obležení Wraithy. Jejich technologie zaostává za pozemskou zhruba o osmdesát let. Jeden významný Hoffan, Farrol Mylan, objevili a zdokonalili lék, který potlačuje Wraithskou schopnost vysát život z člověka. Rasa se objevila v epizodě Otrávená studnice.
- Lidé z planety Proculus – jsou pacifistickou primitivní lidskou rasou, jejichž svět je střežen povznesenou antickou ženou Chayou Sar, která se před těmito lidmi vydává za bohyni Athar. Proculané jsou naprosto zdraví, neznají násilí ani zločin a jsou hluboce věřící. Rasa se objevila v epizodě Útočiště.
- Manariané – jsou lidé z planety Manaria. Jejich úroveň technologie není známa, ale patrně se jedná o předindustriální civilizaci, která spolupracuje s Genii. Manariané přijali Athosiany a členy atlantické expedice jako dočasné uprchlíky, když se k Atlantis blížila bouřka. Potom však prodali informace o jejich pobytu Geniům, což Kolyovi umožnilo napadnout a dočasně obsadit Atlantidu. První zmínka o této rase se objevila v epizodě V podzemí
- Olesiané – lidská kultura, technologicky na stejné, nebo o málo vyšší úrovni než Země. Měli dohodu s Wraithy, podle které je místní hvězdná brána umístěna na trestaneckém ostrově. Olesiané obstarají dostatek vězňů pro krmení Wraithů a Wraithové nebudou útočit na olesianská města. Rasa se objevila v epizodě Odsouzenci.
- Taranisané – předindustriální civilizace z planety Taranis, která nalezla na své planetě antický komplex a válečnou loď a začala je špatně používat. To destabilizovalo planetu, která musela být evakuována. Část Taranisanů byla evakuována Daedalem a antickou lodí Orion a byli umístěni na novou planetu. Zde je později našel Wraith jménem Michael a použil je ke svým pokusům. Nikdo nepřežil. Taranisané jsou patrně vyhubeni. Rasa se objevila v epizodě Peklo.
- Vedeeňané – předindustriální kultura z planety Vedeena, jejichž vůdce Davos měl schopnost předvídat budoucnost. Atlantida s nimi zahájila obchodní jednání. Rasa se objevila v epizodě Věštec